# Uranophora euchloa
Uranophora euchloa là một loài bướm đêm thuộc phân họ Arctiinae, họ Erebidae.